# Marie Hourihan
Marie Hourihan (Harrow, 10 maart 1987) is een voetbalspeelster uit Ierland. Ze speelt als doelverdediger.
Hourihan stond sinds 2011 onder de lat bij Birmingham City in de Engelse Super League. In 2013 ging ze naar Chelsea, en in 2016 naar Manchester City. In 2020 verhuisde ze naar het Portugese Sporting Braga.

## Statistieken
| Seizoen | Club            | Land     | Competitie         | Wedstrijden | Doelpunten |
| ------- | --------------- | -------- | ------------------ | ----------- | ---------- |
| 2011    | Birmingham City | Engeland | WSL                | 11          | 0          |
| 2012    | Birmingham City | Engeland | WSL                | 7           | 1          |
| 2013    | Birmingham City | Engeland | WSL                | 5           | 0          |
| 2013    | Chelsea LFC     | Engeland | WSL                | 4           | 0          |
| 2014    | Chelsea         | Engeland | WSL                | 11          | 0          |
| 2015    | Chelsea         | Engeland | WSL                | 1           | 0          |
| 2016    | Manchester City | Engeland | WSL                | 0           | 0          |
| 2017    | Manchester City | Engeland | WSL                | 3           | 0          |
| 2017/18 | Manchester City | Engeland | WSL                | 1           | 0          |
| 2018/19 | Brighton & Hove | Engeland | WSL                | 4           | 0          |
| 2019/20 | Brighton & Hove | Engeland | WSL                | 14          | 0          |
| 2020/21 | Sporting Braga  | Portugal | Vrouwen Eredivisie |             |            |
| Totaal  | Totaal          | Totaal   | Totaal             | 61          | 1          |

Laatste update: juni 2021

## Interlands
Hourihan begon bij het O23 team van Engeland, maar in 2017 werd ze ook opgeroepen voor het Iers vrouwenvoetbalelftal. Ze mag voor Ierland uitkomen vanwege een grootmoeder met Ierse achtergrond.